# Can’t Get Enough (альбом Барри Уайта)
| Оценки критиков | Оценки критиков |
| Источник        | Оценка          |
| --------------- | --------------- |
| AllMusic        | [ 1 ]           |

Can’t Get Enough — третий студийный альбом американского исполнителя Барри Уайта, выпущенный 6 августа 1974 года на лейбле 20th Century Fox Records.

## Список композиций
| №  | Название                                    | Автор(ы)                                       | Длительность |
| -- | ------------------------------------------- | ---------------------------------------------- | ------------ |
| 1. | «Mellow Mood (Pt. I)»                       | Барри Уайт, Том Брок, Роберт Тейлор            | 1:53         |
| 2. | «You’re the First, the Last, My Everything» | Барри Уайт, Тони Сепе, Питер Стерлинг Рэдклифф | 4:37         |
| 3. | «I Can’t Believe You Love Me»               | Барри Уайт                                     | 10:23        |

| №  | Название                                             | Автор(ы)                            | Длительность |
| -- | ---------------------------------------------------- | ----------------------------------- | ------------ |
| 1. | «Can’t Get Enough of Your Love, Babe»                | Барри Уайт                          | 4:31         |
| 2. | «Oh Love, Well We Finally Made It»                   | Барри Уайт                          | 3:54         |
| 3. | «I Love You More Than Anything (In This World Girl)» | Барри Уайт                          | 5:02         |
| 4. | «Mellow Mood (Pt. II)»                               | Барри Уайт, Том Брок, Роберт Тейлор | 1:23         |

## Чарты
| Чарт (1974)                            | Высшая позиция |
| -------------------------------------- | -------------- |
| Австралия (Kent Music Report)          | 28             |
| Австрия (Ö3 Austria)                   | 4              |
| Великобритания (UK Albums Chart)       | 4              |
| Германия (Offizielle Top 100)          | 5              |
| Канада (RPM Top Albums/CDs)            | 2              |
| Норвегия (VG-lista)                    | 9              |
| США (Billboard 200)                    | 1              |
| США (Billboard Top R&B/Hip-Hop Albums) | 1              |

## Сертификации и продажи
| Регион | Сертификация | Продажи  |
| --- | ------------ | -------- |
| Великобритания (BPI) | Золотой      | 100 000^ |
| США (RIAA) | Золотой      | 500 000^ |
| * Данные о продажах приведены только на основе сертификации. ^ Данные о тиражах приведены только на основе сертификации. |              |          |